# 艾略特·佩吉
艾略特·佩吉（英語：Elliot Page，1987年2月21日—），原名艾倫·格雷丝·菲爾波茲-佩吉（艾伦·佩吉），是一名加拿大演員，在加拿大以電視劇開啟他的演藝生涯。後來更踏入了電影業，以《水果硬糖》吸引了外界的目光，而後又以2007年電影《鴻孕當頭》獲得2008獨立精神頒獎禮最佳女主角獎，第80届奥斯卡金像獎最佳女主角奖提名。2008年佩吉被《時代雜誌》提名為百位最有影響力人物之一。2014年2月14日在人權運動組織於賭城拉斯維加斯舉辦的「發光發熱」（Time to Thrive）座談開幕式上發表演說，一度公開出櫃称承自己是女同性恋。且于2018年1月4日公佈與艾瑪·波特納結婚。但到了2020年12月，他另行公開自己是跨性別男性，并更名为现用名。他在2021年3月成为首位在时代杂志封面上出现的公开出柜的跨性别男性。

## 早年
佩吉生於加拿大新斯科舍省哈利法克斯，母親瑪莎·菲爾波茲（Martha Philpotts），是位老師，父親丹尼斯·佩吉（Dennis Page），則是位平面設計師。他中學時就讀哈利法克斯文法學校，而後花兩年時間在加拿大多倫多旺市街學院就讀表演科，他的好友，同為加拿大演員的馬克·藍道爾與他一起就讀。因為加拿大沒有專門培養童星的演藝學校，所以佩吉很幸運地擁有與一般人一樣的童年，而没有成为同時忙碌於演戲與課業的童星。佩吉10歲的時候，在加拿大電視台出演《Pit Pony》，但這部電影的演出並沒有讓人覺得佩吉的生活從此走上不同道路，即便這部電影後來出了一系列的續集，佩吉的父母仍然提醒著他「演員不是你的生命，成為一個普通的學生，繼續把學業完成，也成為一般的孩子，繼續地踢足球。」之後佩吉就聽從父母的話，直到15歲的時候，佩吉發現演戲就是他最喜歡的事情，他深深的愛上了電影，16歲的時候，佩吉獨自搬家到多倫多，继續完成他的高中學業並且積極地找尋可演出的角色，佩吉表示他的父母很酷、很開放的接受他所做的決定，當時他覺得自己很幸運，找到自己最愛的事情，並且為了成為演員，佩吉因此要求自己要自我管理與驅策自己完成該做的事情。

## 職業生涯

### 1997~2010

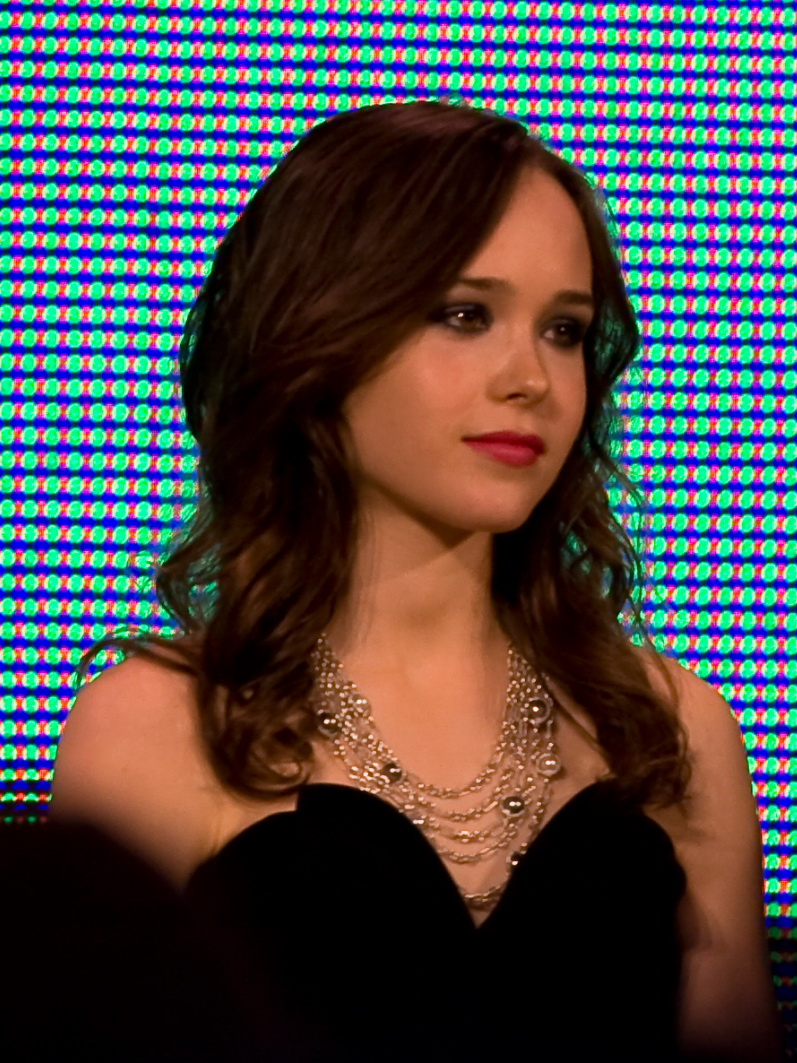
艾略特·佩吉於2009年多伦多电影节

佩吉從四歲時開始演戲，並參與無數的校園劇。1997年，他第一次面對攝影機是在加拿大廣播公司的電影《Pit Pony》（後轉為電視劇系列）中演出，當時10歲。這也使得他常出現於許多較小規模的加拿大電影及電視劇中，其中較知名的角色是《拖車公園男孩》第二季中的。16歲時，主演一部歐洲拍攝的獨立製片電影《嘴對嘴》。
在2005年時，佩吉主演《水果硬糖》，並得到了「今年度最錯綜複雜、令人不安且難以忘懷的演出」的讚美，男主角派翠克·威爾森則說在對戲的時候，會讓我忘了我的對手小了我14歲。之後，他則在《X戰警：最後戰役》飾演幻影貓（Kitty Pryde），一名可穿牆的女孩。在先前的X戰警電影中，雖有幻影貓穿牆的部分，但只是由其他女演員簡短地客串而已，因為幻影貓當時並非主要的角色。
佩吉於《鴻孕當頭》中擔綱女主角朱諾，这个角色為他獲得了更實質的讚譽；《紐約時報》的主要影評家安東尼·奧利·佛史考特指出他「有著令人感到震驚的才華」，而《芝加哥太陽報》的影評人羅傑·艾伯特說:「今年難道有比佩吉詮釋朱諾還要來的精湛的演出嗎？我不這麼認為。」。佩吉被提名奧斯卡最佳女主角獎項，只可惜輸給《玫瑰人生》中的瑪莉詠·柯蒂亞。然而，這個角色讓他贏得了不只二十項的獎，其中包括了加拿大人喜劇獎、獨立精神獎和衛星獎。
於2008年日舞影展舉辦首映會的電影《愛情智囊團》中，佩吉飾演配角Vanessa Wetherhold。此片在《鴻孕當頭》前拍攝，卻較晚發行，片中他是個品學兼優的大學教授（丹尼斯·奎德飾）女兒。約於此同一時期的其他作品如《美國式犯罪》，在2007年的日舞影展首映、《迷走青春》分別於2007年11月及2008年5月在加拿大和美國釋出、《天使不流淚》。
2008年，在《男人幫》雜誌世界最性感女人排行中排第86名，2009年則是第93名。2008年7月，佩吉被列入《娛樂周刊》未來的A咖榜單中。
2008年3月1日，佩吉主持了《週六夜現場》。2009年5月3日，佩吉於《辛普森家庭》動畫系列第439集客串戲仿《孟漢娜》的一名角色，名為阿拉斯加·內布拉斯加（Alaska Nebraska）。佩吉亦主演茱兒·芭莉摩所執導的處女作《滾逐青春》，共同演出的有茱麗葉·路易絲、瑪西亞·蓋·哈登、茱兒·芭莉摩、克莉絲汀·薇格。《滾逐青春》於2009年多倫多國際影展舉辦首演會，然後在同年10月2日廣泛發行。
佩吉出演Michael Lander 執導的《雙面鬼計》，其他演員如席尼·墨菲、蘇珊·莎蘭登、比爾·普曼、喬許·盧卡斯，此片原定2009年釋出，後改為2010年。2009年8月，佩吉參與一部大手筆製作的科幻驚悚片《全面啟動》，導演為克里斯多福·諾蘭，主演的其他演員有李奧納多·狄卡皮歐、瑪莉詠·柯蒂亞、喬瑟夫·高登-李維、米高·肯恩、湯姆·哈迪，此片發行於2010年7月16日。
截至2010年，佩吉於盧嫩堡替思科系統共三個廣告的廣告集中擔任代言人。2010年5月26日，根據Deadline Hollywood專欄報導以及《娛樂周刊》，佩吉將與黛安·基頓演出新的HBO喜劇電視系列《Tilda》，而對方担任主角。《Tilda》的劇本是依據具影響力的好萊塢部落格DeadlineHollywood.com創立人Nikki Finke的生活所寫。然而卻報出《Tilda》企劃案因製作人間的摩擦而被放棄。Nikki Finke同時也是一部有關蜂群崩壞症候群的紀錄片《消失的蜜蜂》中的旁白。

### 2011~現今
2011年4月佩吉公佈將和傑西·艾森柏格、潘妮洛普·克魯茲、亞歷·鮑德溫合演伍迪·艾倫所執導的《愛上羅馬》。2012年6月，遊戲公司Quantic Dream宣布佩吉與威廉·達佛分别詮釋遊戲《超能殺機：兩個靈魂》的主角祖迪·霍姆斯（或譯裘蒂·霍姆斯）和奈森·道金斯，本片於2013年10月8日在北美區域發行。
2013年1月，布萊恩·辛格於Twitter發文說佩吉將於接下來的電影《X戰警：未來昔日》再度演出他的角色幻影貓。2013年2月，佩吉確認他所執導的處女作將題名《Miss Stevens》，安娜·法瑞絲將担纲主演。劇本是由Julia Hart所編寫，由蓋瑞‧吉伯特、Jordan Horowitz和Doug Wald担任製片人。
2014年，佩吉獲得善待動物組織（PETA）最性感的素食名人。
2014年9月24日，因為網路上不滿《無間警探》第二季的角色組合，Funny or Die於是拍了搞笑版本的《嬌小警探》（Tiny Detectives），由佩吉和凱特·瑪拉兩位嬌小的演員飾演，內容搞笑、幽默，兩位警探可以形容是成事不足、敗事有餘。
2016年1月26日《Tallulah》在美國上映，此部電影是佩吉與艾莉森·珍妮的第二次合作，第一次合作是在《鴻孕當頭》中，佩吉在此部電影中飾演主角，是位年輕、冒失的女人，意外地當起了一個還在蹣跚學步的小女娃的褓姆。
2015年在美国上映《扣押幸福》在2010年時傳出已經選定由佩吉演出改編長片電影，一直到了2012年時他們找來《愛情無線譜》（Nick and Norah’s Infinite Playlist ）導演彼得·蘇列特（Peter Sollett）執導。故事講述紐澤西女警探Laurel Hester（茱莉安·摩爾飾演），因身受疾病所苦最後去世，但政府卻不同意她長期生活並相處的女伴侶Stace Andree（佩吉飾演）領取她的退休金。佩吉同時也是《扣押幸福》的製作人之一。
2016年三月由VICE新頻道VICELAND製作新節目，由佩吉與其好友Ian Daniel共同主持《同志假期》（Gaycation），一同走遍世界各國為的就是看見各地的LGBTQ團體們，不论是已經對同志友善的國度，还是那些同志處境仍然艱困的國家，他們都將踏上這趟漫長卻充滿變化與可能性的旅程，並將這些異質又擁有共同親近感的族群呈現給全球觀眾。
2017年11月11日，佩吉於個人臉書上發表長文，指控電影導演布萊特·拉特納 在合作電影《X戰警：最後戰役》期間，對他公開言語性騷擾。

## 個人生活
2013年6月在美國極為熱門的網站Reddit Ask Me Anything上，佩吉被問到如何看待由頑皮狗公司開發的電子游戏《最後生還者》女主角艾莉的造型及聲線跟他極為相似一事。他回答：「我認為我應該因他們（頑皮狗）剽竊（ripped off）我的長相感到榮幸，但我已經在《超能殺機：兩個靈魂》擔當演出，就不在此謝謝他們了。」
佩吉在19歲時就向父母坦承自己的性向，並在出櫃宣言裡說：「我厭倦了用絕口不提來隱瞞與說謊，我痛苦了許多年，我今天在這裡，與你們同在，站在痛苦的另一方。」在演說中，他一度哽咽崩潰，提及多年來內心飽受煎熬，心疼同性戀受到外界的霸凌。在演講結束後，他也馬上在推特回應粉絲「我從來沒有對自己這麼驕傲過，謝謝指教。」在接受《Flare》雜誌專訪時，佩吉說：「我想要可以自由的去愛一個人。」並表示很享受現在終於可以在大街上和女朋友手牽手，但對於大家知道他的性向仍感到有點害怕不安，清楚自己「在出櫃之後，未來還有很多障礙等著去解決。」出櫃後，當時正一起合作《X戰警：未來昔日》的休·傑克曼，在拍攝現場對他說：「你看起來煥然一新！」正向的鼓勵支持，讓他相當感動。
2014年2月15日因為出櫃演講中佩吉提及作者寫出「為什麼這個美麗的小女孩要穿得跟彪形大漢一樣？」他回答：「因為我想要穿得舒服一點。」，出櫃演講之後，該網站E!隨後就刪除這篇汙辱的文章，此文章說佩吉看起來像無家可歸的人還有穿著像個大隻佬。
他告訴記者，鼓起勇氣並不容易。他在巴黎受訪時說：「我很低調，而好萊塢和電影界顯然讓我覺得不該出櫃。」他說：「但現在我已經公開出櫃，這是我所做過最好的決定。偷偷摸摸過生活實在很糟，我希望沒有人過這樣的生活。」

2014年5月佩吉上《康納秀》節目宣傳新片《X戰警：未來昔日》，被主持人問到常做哪方面的夢，他透露總是重複夢到與陰毛有關的夢境，但也不了解為何會這樣。另外，他還夢到從未謀面的「小賈斯汀」，兩人在夢境中竟是情侶。
2015年8月佩吉大戰美國總統候選人泰德·克魯斯，辯論同性恋和跨性别常在工作上遇到不公平，佩吉說：「為什麼信仰自由，會容許同志等LGBT（女同性戀、男同性戀、雙性戀與跨性別者）因為自己的性取向被辭退？」克魯茲以宗教之名回應：「我現在看到的，是一群相信聖經的基督徒被迫害。」佩吉不死心再問：「是因為歧視LGBT？」他又回：「不，因為他們為信任的價值觀而活。」佩吉怒嗆：「這些人就是用這個觀點去孤立別人！」克魯茲面帶難色，隨即表示不想再與他辯論，佩吉更質疑他歧視同志。不過克魯茲事後受訪時表示，不知道剛才提問的人是佩吉。
2016年2月10日接受《衛報》採訪，記者問：「出櫃之後，有沒有影響到提供給你的電影角色的類型？」，佩吉深吸一口氣後，邊點頭邊嘆氣：「說不害怕是騙人的，這也就是為什麼這麼多藝人不願意出櫃的原因，但對我來說出櫃比任何電影都來的重要」，「從各方面來說，我認為‘同志’在我的職涯中扮演了某種角色，我不是一個天真的人，我知道同志這件事在業界上的影響，但我希望一切會改變」。

## 感情生活
2012年8月自從佩吉與亞歷山大·斯卡斯加德拍完《反霸權聯盟》並一同現身觀賞球賽之後，兩人之間就謠言不斷，但雙方始終沒有證實或否認。直到後來兩人結束《反霸權聯盟》的宣傳，在機場被媒體目擊亞歷山大·斯卡斯加德紳士地提著佩吉的行李，並搭上同一台車離開，這個謠言才又捲土重來，雖然有不少網站還在「觀望」兩人的關係，但也有媒體已經信誓旦旦稱兩人自從拍完《反霸權聯盟》後就開始交往。佩吉隨後遭斯卡斯加德瘋狂粉絲發出一系列惡意留言威脅。據了解，之後他向洛杉磯警方求助，希望能盡速找出該名恐怖網友。
2015年9月14日佩吉在多倫多影展《扣押幸福》的首映現場來了一位特別嘉賓，佩吉的女友莎曼珊，兩人一同現身在紅地毯上，十指緊扣的甜蜜模樣，對這齣講述同志伴侶爭取權益的故事，顯得意義非凡。佩吉興奮的直喊：「我戀愛了！」還說：「牽著女朋友一起走紅地毯是個特別的經驗。」當天他著西裝出席，神情開朗自在，不再像過去為了要穿陰柔禮服而感到困擾痛苦。
2016年1月25日在日舞影展，《Tallulah》的首映會上佩吉被E!採訪，記者問「怎麼沒有帶女朋友走紅毯？」，他回：「我也很想要她來，但她必須在家裡工作」，記者又問：「如何保持兩人的好感情？」，佩吉：「她真的很棒，我們在一起真的很歡樂。最棒的是，我們彼此相愛和支持對方」。他们后来分手。
2018年1月4日佩吉在其instagram上宣布，與其舞者女友艾玛·博特纳結婚，並說：「不敢相信我要叫這特別的女人老婆」。
2021年1月26日，佩吉宣布与配偶离婚。

## 影視作品

### 電影
| 年份 | 譯名                 | 原名                       | 角色                         | 備註   |
| 2002 | -                    | The Wet Season             | Jocelyn                      | 短片   |
| 2002 | 斷線的親情           | Marion Bridge              | Joanie                       |        |
| 2003 | -                    | Touch & Go                 | Trish                        |        |
| 2003 | -                    | Love That Boy              | Suzanna                      |        |
| 2004 | -                    | Wilby Wonderful            | Emily Anderson               |        |
| 2005 | 水果硬糖             | Hard Candy                 | Hayley Stark                 |        |
| 2005 | 嘴對嘴               | Mouth to Mouth             | Sherry                       |        |
| 2006 | X戰警：最後戰役      | X-Men: The Last Stand      | 幻影貓/Kitty Pryde           |        |
| 2007 | 美國式犯罪           | An American Crime          | Sylvia Likens                |        |
| 2007 | Juno少女孕記         | Juno                       | Juno MacGuff                 |        |
| 2007 | 迷走青春             | The Tracey Fragments       | Tracey Berkowitz             |        |
| 2007 | 天使不流淚           | The Stone Angel            | Arlene Simmons               |        |
| 2008 | 聰明人               | Smart People               | Vanessa Wetherhold           |        |
| 2009 | -                    | Vanishing of the Bees      | 旁白                         | 紀錄片 |
| 2009 | 飆速青春             | Whip It                    | Bliss Cavendar/Babe Ruthless |        |
| 2010 | 雙面鬼計             | Peacock                    | Maggie                       |        |
| 2010 | 全面啟動             | Inception                  | Ariadne                      |        |
| 2010 | 犀利人夫             | Super                      | Libby / Boltie               |        |
| 2012 | 愛上羅馬             | To Rome with Love          | Monica                       |        |
| 2013 | 反霸權聯盟           | The East                   | Izzy                         |        |
| 2013 | 肌膚之親             | Touchy Feely               | Jenny                        |        |
| 2014 | 變種特攻：未來同盟戰 | X-Men: Days of Future Past | 幻影貓/Kitty Pryde           |        |
| 2014 | -                    | Tiny Detectives            | Detective Ellen              | 短片   |
| 2015 | 進入森林             | Into the Forest            | Nell                         |        |
| 2015 | 愛是最大權利         | Freeheld                   | Stacie Andree                |        |
| 2016 | -                    | Tallulah                   | Tallulah                     |        |
| 2016 | -                    | Robodog                    | Izzy                         |        |
| 2016 | -                    | Window Horses              | Kelly                        |        |
| 2017 | 別闖陰陽界           | Flatliners                 | Courtney Holmes              |        |
| 2018 | 喪屍病狂             | The Cured                  | Abbie                        |        |
| 2019 | 決愛                 | My Days Of Mercy           | Lucy                         |        |

### 電視劇
| 年份      | 譯名             | 原名                                      | 角色                                | 備註                                         |  |
| 1997      | -                | Pit Pony                                  | Maggie Maclean                      | 電視電影                                     |  |
| 1999-2000 | -                | Pit Pony                                  | Maggie Maclean                      | 29集                                         |  |
| 2001-2002 | -                | Trailer Park Boys                         | Treena Lahey                        | 5集                                          |  |
| 2002      | -                | Rideau Hall                               | Helene                              | Episode: "Pilot"                             |  |
| 2003      | 最貧窮的哈佛女孩 | Homeless to Harvard: The Liz Murray Story | Young Lisa                          | 電視電影                                     |  |
| 2003      | -                | Going for Broke                           | Jennifer                            | 電視電影                                     |  |
| 2003      | -                | Ghost Cat                                 | Natalie Merritt                     | 電視電影                                     |  |
| 2004      | 我下載了一隻鬼   | I Downloaded a Ghost                      | Stella Blackstone                   | 電視電影                                     |  |
| 2004      | -                | ReGenesis                                 | Lilith Sandström                    | 8集                                          |  |
| 2008      | 週六夜現場       | Saturday Night Live                       | 他自己（主持）                      | 1集                                          |  |
| 2009      | 阿森一族         | The Simpsons                              | Alaska Nebraska（配音）             | Episode: "Waverly Hills, 9-0-2-1-D'oh"       |  |
| 2011      | -                | Glenn Martin, DDS                         | Robot Assistant（配音）             | Episode: "Date with Destiny"                 |  |
| 2011      | -                | Tilda                                     | Carolyn                             | Failed pilot                                 |  |
| 2012      | 蓋酷家庭         | Family Guy                                | Lindsey（配音）                     | Episode: "Tom Tucker: The Man and His Dream" |  |
| 2016      | 同志假期         | Gaycation                                 | 他自己（主持）                      | 紀錄片                                       |  |
| 2019      | 城市故事         | Tales of the City                         | Shawna Hawkins                      |                                              |  |
| 2019      | 雨傘學院         | The Umbrella Academy                      | Vanya Hargreeves / The White Violin |                                              |  |

### 遊戲
| 年份 | 譯名                                   | 原名              | 角色         | 備註               |
| 2013 | 超能杀机：两个灵魂 (Beyond: Two Souls) | Beyond: Two Souls | Jodie Holmes | 配音與動作表情捕抓 |

## 獲獎
- 至2016年2月17日為止，佩吉共獲得42個獎項，56個提名 (IMDb)
- 2007年－－獲奧斯卡金像獎最佳女主角獎提名（英語：Academy Award for Best Actress）《鴻孕當頭》（Juno）
- 2008年──獲獨立精神獎最佳女主角（Independent Spirit Award），作品：《鴻孕當頭》（Juno）。
- 2011年－－獲MTV電影大獎Best Scared-As-Shit Performance《全面啟動》（Inception）

## 註解和参考文献

### 註解
1. ↑  根據慣例，跨性別人宣佈出櫃後，原名一般不再使用，否則可能被視為棄名錯稱。

## 外部連結
- （英文）艾略特·佩吉在互联网电影资料库（IMDb）上的資料（英文）
- （英文）艾略特·佩吉官方網站 （页面存档备份，存于）
- （英文）艾略特·佩吉的X（前Twitter）
- （英文）艾略特·佩吉的Facebook專頁
- （英文）艾略特·佩吉的instagram帳戶